# John Daly (Golfspieler)
John Daly (* 28. April 1966 in Carmichael, Kalifornien) ist ein US-amerikanischer Profigolfer. Er gewann bisher zwei Majors und ist für seine außerordentlich langen Abschläge bekannt, daher sein Spitzname „Long John“. Wegen seiner unkonventionellen Spielweise und Lebensstils ist er einer der beliebtesten Golfspieler in den USA.

## Karriere
Daly gewann die PGA Championship im Jahre 1991 in Crooked Stick sowie die Open Championship im Jahre 1995 im schottischen St Andrews, daneben unter anderem 2001 die BMW International Open in München Nord-Eichenried mit neuem Platzrekord, und zuletzt Anfang 2004 in Torrey Pines die Buick Invitational im Stechen gegen Chris Riley. Seit 2016 spielt er überwiegend die PGA Tour Champions.
Bei seinem ersten Major-Auftritt trank er Bier aus einem Pappbecher und rauchte Kette. Seit diesem Auftritt gilt er als Enfant terrible des Golfsports. Daly ist alkoholabhängig und machte mehrere Entziehungskuren. Daneben ist er spielsüchtig. Eigenen Angaben zufolge verspielte er bisher 50 bis 60 Mio. US-Dollar.

## Siege auf der PGA Tour
- 1991: PGA Championship
- 1992: B.C. Open
- 1994: BellSouth Classic
- 1995: The Open Championship
- 2004: Buick Invitational

Major Championships sind fett gedruckt.

## Ergebnisse bei Major-Championships

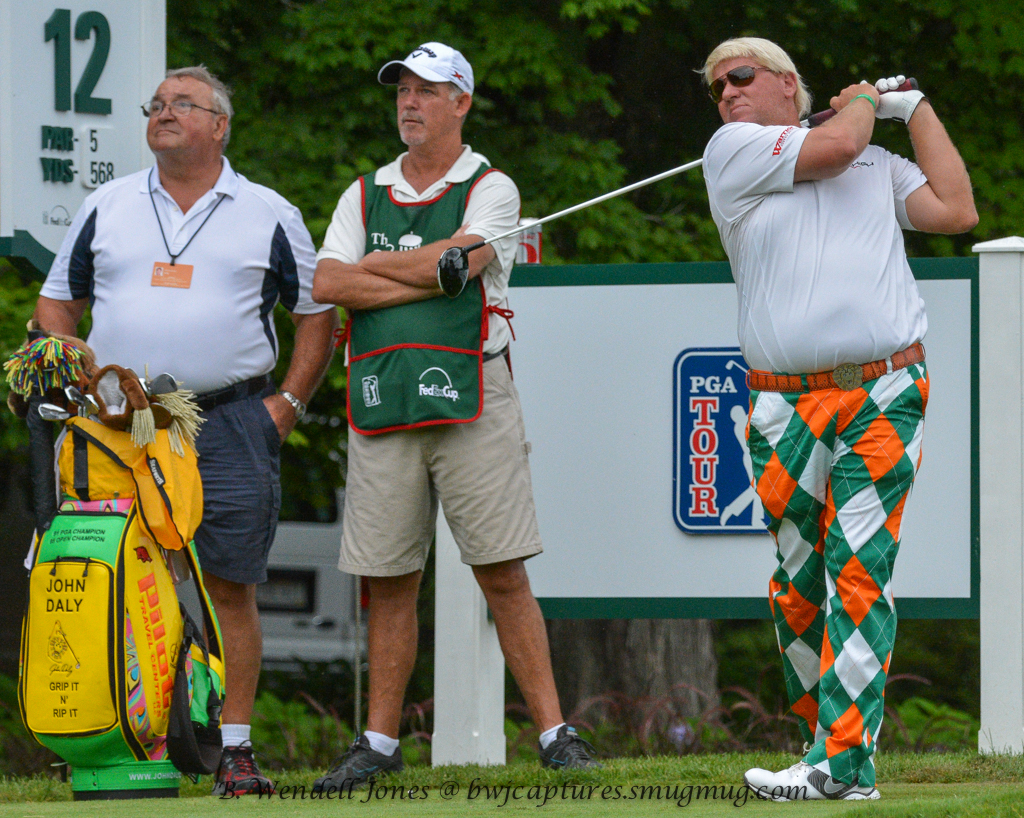
John Daly 2013

| Tournament            | 1986 | 1987 | 1988 | 1989 | 1990 | 1991 | 1992 | 1993 | 1994 | 1995 | 1996 | 1997 | 1998 | 1999 | 2000 |
| --------------------- | ---- | ---- | ---- | ---- | ---- | ---- | ---- | ---- | ---- | ---- | ---- | ---- | ---- | ---- | ---- |
| The Masters           | DNP  | DNP  | DNP  | DNP  | DNP  | DNP  | T19  | T3   | T48  | T45  | T29  | DNP  | T33  | T52  | CUT  |
| US Open               | CUT  | DNP  | DNP  | T69  | DNP  | DNP  | CUT  | T33  | CUT  | T45  | T27  | WD   | T53  | 68   | WD   |
| The Open Championship | DNP  | DNP  | DNP  | DNP  | DNP  | DNP  | 75   | T14  | 81   | 1    | T67  | DNP  | CUT  | DNP  | CUT  |
| PGA Championship      | DNP  | DNP  | DNP  | DNP  | DNP  | 1    | 82   | T51  | CUT  | CUT  | CUT  | T29  | CUT  | DNP  | CUT  |

| Tournament            | 2001 | 2002 | 2003 | 2004 | 2005 | 2006 | 2007 | 2008 | 2009 | 2010 | 2011 | 2012 | 2013 | 2014 | 2015 |
| --------------------- | ---- | ---- | ---- | ---- | ---- | ---- | ---- | ---- | ---- | ---- | ---- | ---- | ---- | ---- | ---- |
| The Masters           | DNP  | T32  | DNP  | CUT  | CUT  | CUT  | DNP  | DNP  | DNP  | DNP  | DNP  | DNP  | DNP  | DNP  | DNP  |
| US Open               | DNP  | T70  | DNP  | DNP  | T75  | DNP  | DNP  | DNP  | DNP  | DNP  | DNP  | DNP  | DNP  | DNP  | DNP  |
| The Open Championship | CUT  | CUT  | T72  | CUT  | T15  | CUT  | CUT  | CUT  | T27  | T48  | CUT  | T81  | DNP  | CUT  | CUT  |
| PGA Championship      | CUT  | CUT  | CUT  | CUT  | T74  | CUT  | T32  | CUT  | WD   | WD   | CUT  | T18  | DNP  | CUT  | CUT  |

| Tournament            | 2016 | 2017 | 2018 |
| --------------------- | ---- | ---- | ---- |
| The Masters           | DNP  | DNP  | DNP  |
| US Open               | DNP  | DNP  | DNP  |
| The Open Championship | CUT  | CUT  | DNP  |
| PGA Championship      | DNP  | CUT  | CUT  |

| Tournament            | 2019 | 2020 | 2021 | 2022 | 2023 | 2024 |
| --------------------- | ---- | ---- | ---- | ---- | ---- | ---- |
| The Masters           | DNP  | DNP  | DNP  | DNP  | DNP  | DNP  |
| PGA Championship      | CUT  | DNP  | CUT  | CUT  | DNP  | WD   |
| US Open               | DNP  | DNP  | DNP  | DNP  | DNP  | DNP  |
| The Open Championship | DNP  | KT   | DNP  | CUT  | CUT  | WD   |

LA= Bester Amateur

DNP = nicht teilgenommen

CUT = Cut nicht geschafft

„T“ geteilte Platzierung

KT = Kein Turnier (Ausfall wegen Covid-19)

WD = zurückgezogen

DQ = disqualifiziert

Grüner Hintergrund für Sieg

Gelber Hintergrund für Top 10.

## Andere Turniersiege und Teamwettbewerbserfolge
- 1987: Missouri Open
- 1990: Ben Hogan Utah Classic (Ben Hogan Tour), AECI Charity Classic (Südafrika), Hollard Royal Swazi Sun Classic (Südafrika)
- 1993: Dunhill Cup (Teamwettbewerb in Schottland mit Fred Couples und Payne Stewart)
- 2001: BMW International Open (European Tour)
- 2002: Champions Challenge (mit Pat Perez); Wendy’s 3-Tour Challenge (mit Rich Beem und Jim Furyk)
- 2003: Callaway Golf Pebble Beach Invitational
- 2003: Kolon Korean Open (Asian Tour); Wendy’s 3-Tour Challenge (mit Mark Calcavecchia und Peter Jacobsen)
- 2006: TELUS Skins Game
- 2007: TELUS Skins Game
- 2014: Beko Classic
- 2017: Insperity Invitational (PGA Tour Champions)

## Trivia
- Selbst der 15fache Majorgewinner Tiger Woods, ein Modellathlet im Vergleich zum übergewichten Daly, schätzte das golferische Talent von Daly höher ein, als sein eigenes. Am Vorabend der PGA Target World Challenge 2004 war er auf dem Weg ins Fitnessstudio, als er Daly an der Bar begegnete. Als Daly ihn einlud, antworte Woods sinngemäß, dass er es sich nicht leisten könne, an der Bar zu sitzen, da er nicht sein (Dalys) golferisches Talent besitze und somit ins Fitnessstudio gehen müsse, anstatt an der Bar zu sitzen.[1]
- In der Komödie Happy Gilmore 2 von 2025 spielt er einen heruntergekommenen und versoffenen Ex-Profi-Golfer, der in Happy Gilmores Garage wohnt. Wenn Gilmore außer Haus ist, legt er sich gerne in Gilmores Bett oder streift durch sein Haus auf der Suche nach versteckten Alkoholika. Er motiviert Gilmore aber auch wieder zum Golfspielen, um finanziell wie auch gesellschaftlich wieder aufzusteigen. Im Film wird er „Onkel“ John Daly genannt.[2]
- Aufgrund seines extravaganten Lebensstils wurde ein Cocktail, der John Daly, nach ihm benannt.[3]